# RN16 (Dschibuti)
Die RN16 ist eine Fernstraße in Dschibuti, die an der Ausfahrt der RN15 beginnt und vor Alaili Dadda endet. Der restliche Abschnitt nach Alaili Dadda wird als N-15 geführt. Der nummerierte Teil ist 27 Kilometer lang.